# Walter Hübschmann
Walter Hübschmann (* 5. Juli 1888 in Chemnitz; † 3. Juni 1966 in München) war ein deutscher Jurist und Richter in der Finanzgerichtsbarkeit. Er war im letzten Jahrzehnt des Reichsfinanzhofs (RFH), in der Übergangszeit am Obersten Finanzgerichtshof (OFH) und in den Aufbaujahren des Bundesfinanzhofs (BFH) ein gerade die Umsatzsteuer maßgeblich prägender Richter.

## Wirken

### Weimarer Republik
Nach erstem juristischen Staatsexamen 1912 und Referendarstationen in Leipzig folgte 1916 die Promotion zum Dr. jur. an der Universität Leipzig. Nach der zweiten juristischen Staatsprüfung 1917 trat er in die sächsische Zollverwaltung ein. 1919 wurde er im neu errichteten Reichsfinanzministerium in Berlin ein Mitarbeiter von Johannes Popitz, dem Schöpfer der deutschen Umsatzsteuer. Hübschmann blieb 16 Jahre im Reichsfinanzministerium und machte dort – vom Regierungsrat bis zum Ministerialrat – Karriere. Er leitete u. a. das besonders wichtige Umsatzsteuerreferat. Am 1. Juli 1935 wurde er als Richter an den RFH berufen, dem er knapp zwei Jahre als Reichsfinanzrat und sodann ab dem 1. April 1937 als Senatspräsident des für Umsatzsteuer, Zölle und Verbrauchsteuern zuständigen V. Senats angehörte.

### Bundesrepublik
1945 durch Anordnung der Militärregierung zeitweise vom Dienst suspendiert, wurde er am 16. September 1947 zunächst beauftragter, 1949 planmäßiger Richter am OFH. Dort wirkte er in der gleichen Materie wie bereits zuvor im Reichsfinanzministerium und am RFH.
Hübschmann wurde am 21. Oktober 1950 zum Bundesfinanzrichter ernannt. Er war einer der 19 Richter, mit denen der neu errichtete BFH 1950 seine Tätigkeit aufnahm. Zunächst im II. Senat tätig, übernahm er am 15. Februar 1952 als Senatspräsident den Vorsitz des – wieder u. a. für Umsatzsteuer zuständigen – V. Senats. Als Senatspräsident gehörte er – entsprechend den damaligen gesetzlichen Regelungen – kraft Gesetzes dem Großen Senat an. Er trat am 1. Januar 1957 in den Ruhestand.
Neben seiner richterlichen Tätigkeit war er u. a. Mitherausgeber und Mitautor des Großkommentars zur Abgabenordnung „Hübschmann/Hepp/Spitaler“ und des Großkommentars zum Umsatzsteuergesetz „Hübschmann/Grabower/Beck/v. Wallis/Schwarz“. Im Ruhestand führte er den Vorsitz in der vom Bundesministerium der Finanzen im Januar 1959 einberufenen Kommission, welche zur Aufgabe hatte, die technische Durchführbarkeit einer Reihe Vorschläge zur Reform der Umsatzbesteuerung zu prüfen (sog. Hübschmann-Kommission). Seine wissenschaftlichen Arbeiten setzte er bis zu seinem Tod fort. Hübschmann starb am 3. Juni 1966 im Alter von 77 Jahren.